# Trifolium minutissimum
Trifolium minutissimum là một loài thực vật có hoa trong họ Đậu. Loài này được D.Heller & Zohary miêu tả khoa học đầu tiên.